# Стаценко, Василий Ефимович
Василий Ефимович Стаценко (1922—1967) — участник Великой Отечественной войны, разведчик 446-го стрелкового полка (397-я стрелковая дивизия, 61-я армия, 1-й Белорусский фронт), старшина. Герой Советского Союза.

## Биография
Родился 8 августа 1922 года на хуторе Гуляй-Борисовка ныне Зерноградского района Ростовской области в семье крестьянина. Украинец.
Образование начальное. До войны окончил школу ФЗУ в городе Новочеркасске, был фрезеровщиком на паровозостроительном заводе (ныне электровозостроительный завод).
В Красной Армии с 1940 года. Участник Великой Отечественной войны с июня 1941. Член КПСС с 1944 года.
Разведчик старшина Стаценко в ходе боёв в январе—феврале 1945 года обеспечивал командование полка разведывательными данными. 5 февраля, действуя в составе роты, участвовал в отражении несколько контратак противника у местечка Рушендорф (ныне Русиново, западнее города Пила, Польша), уничтожил 60 человек.
В 1945 году демобилизовался. Жил в станице Кривянская Октябрьского района Ростовской области. Работал бригадиром в плодоовощесовхозе «Кривянский».
Умер 12 мая 1967 года, похоронен в станице Кривянской в станичном парке, у здания администрации.

## Награды
- Звание Героя Советского Союза присвоено 27 февраля 1945 года.
- Награждён орденом Ленина, Красной Звезды, медалями.

## Память
- Имя В. Е. Стаценко носит улица в станице Кривянской.
- В станице на могиле Стаценко установлен памятник[2].
- В школе № 20 города Новочеркасска имеется музей с материалами, посвящёнными Герою[3].
- Мемориальная доска в память о Стаценко установлена Российским военно-историческим обществом на здании школы в станице Кривянской Октябрьского района, где он учился.